# 中信國際金融
中信國際金融控股有限公司（CITIC International Financial Holdings Limited，簡稱中信國金，前港交所上市編號：0183），是一家曾經在香港交易所上市的金融公司。主要業務是提供一般的銀行及相關的金融服務。中信國金全資擁有中信銀行(國際)（2010年前稱「中信嘉華銀行」，1998年前稱「嘉華銀行」），而母公司為中信銀行和西班牙對外銀行（Banco Bilbao Vizcaya Argentaria, S.A.），兩者分別持有大約百分之七十及三十的股東權益。
公司在香港註冊，主席為孔丹先生。2008年底資產總值為1,500億港元。
2008年6月11日，中国中信集团公司宣佈以每股1.46港元現金，加一股中信銀行（港交所：0998）股份換一股中信國金，私有化中信國金，整項私有化計劃需要114.35億港元。交易完作後，中信集團及BBVA分別持有中信國金70.32%及29.68%的股權。私有化完成後，中信國金會把持有的中信銀行的15%股權，按比例分派予中信集團及BBVA，而BBVA會向中信集團收購中信銀行股權，使其持有中信銀行股權由4.83%增至10.07%。
2008年10月16日舉行股東特別大會，獲99.84%股東通過私有化計劃，股份已經於同年11月5日除牌。
2009年5月，中信銀行以135.63億港元向中信集團收購中信國金百分之七十點三二的權益。
2014年12月23日中信銀行以81.62億元收購西班牙對外銀行（BBVA）所持22.14億股中信國金股份（佔29.68%），完成後，現持有中信國金70.32%的信行，將全資擁有中信國金。

## 附屬公司
- 商業銀行
  - 中信銀行國際（页面存档备份，存于）（全資附屬）
- 非銀行金融業務
  - 中信資本控股有限公司（页面存档备份，存于） —主攻中國的投資管理及諮詢公司
  - 中信國際資產管理有限公司 —專注於資產管理及直接投資業務

## 外部連結
- 中信國際金融控股有限公司網站（页面存档备份，存于）